# Vuelve Junto a Mi
„Vuelve Junto a Mi” este un cântec al interpretei mexicane Paulina Rubio. Acesta fost compus de C. Sánchez și Cesar Valle pentru cel de-al doilea material discografic de studio al artistei, 24 Kilates. „Vuelve Junto a Mi” a fost lansat ca ultimul disc single al materialului în cursul anului 1994.
Cântecul a urcat până pe locul 20 în clasamentul Billboard Hot Latin Songs, fiind ultima intrare în clasament a unei înregistrări semnate Paulina Rubio până la „Lo Haré Por Ti” șase ani mai târziu.

## Clasamente
| Clasament                 | Poziția maximă | Referință |
| ------------------------- | -------------- | --------- |
| Billboard Hot Latin Songs | 20             | [ 2 ]     |